# Президент Греції

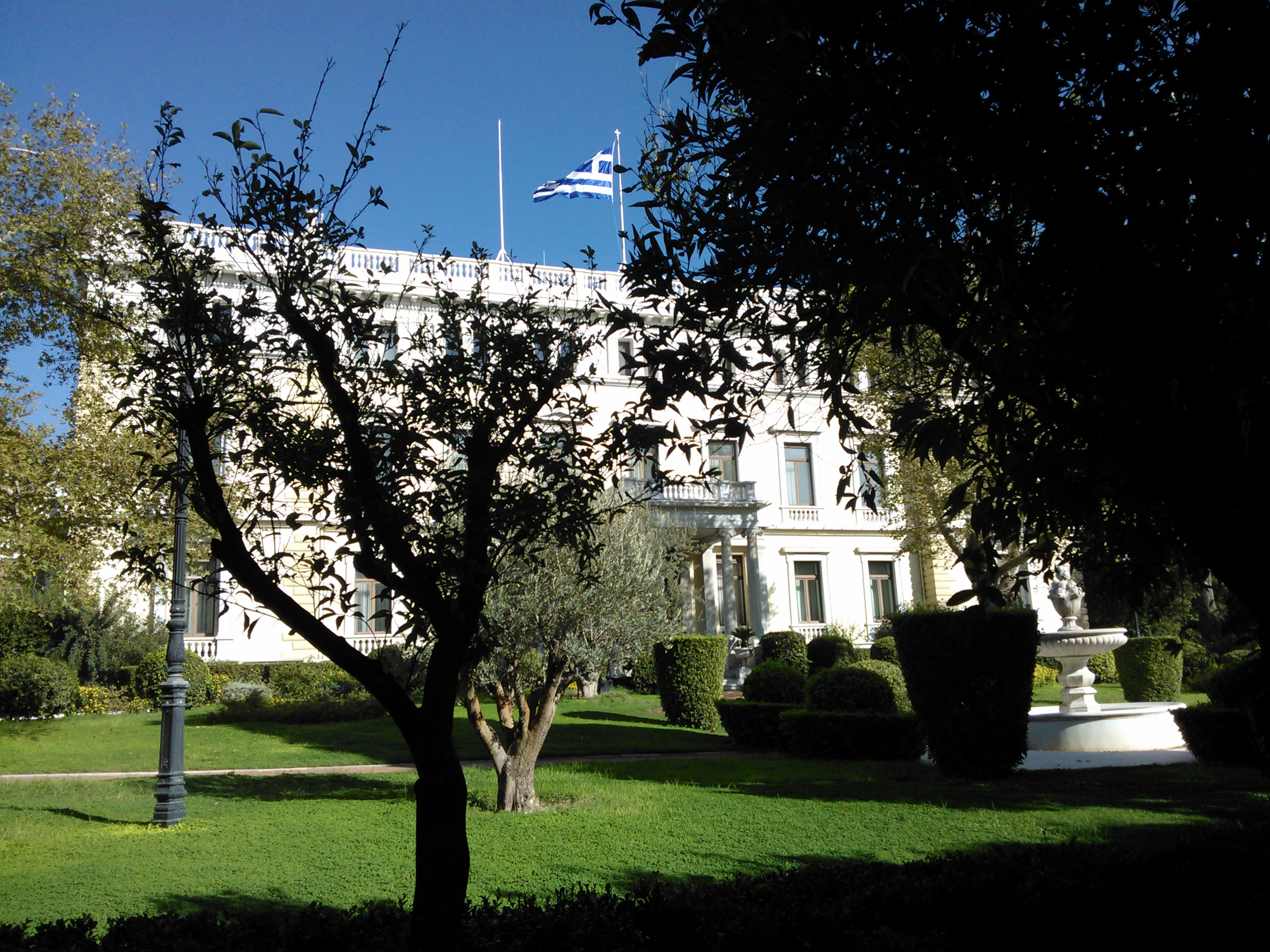
Резиденція Президента Греції

Президент Грецької республіки (грец. Πρόεδρος της Ελληνικής Δημοκρατίας) — виборний голова держави Греція. 
Президент Греції є номінальним головнокомандувачем Збройних сил Греції. Здебільшого фігура Президента у Греції є суто церемоніальною. Його повноваження були обмежені в рамках чинної Конституції Греції 1974 року за ініціативою тодішнього прем'єр-міністра країни Харілаоса Трикупіса, і знову обмежені внесенням змін до Конституції 1986 року. Повновладним очільником виконавчої гілки влади в країні є прем'єр-міністр Греції, керівник грецького уряду.

## Вибори
Президент Грецької республіки обирається строком на п'ять років Грецьким парламентом, а не шляхом прямого всенародного голосування. Стаття 32 Конституції Греції передбачає, що президент має бути обраний шляхом поіменного голосування на спеціальної сесії парламенту, і щонайменше за місяць до того, як чинний президент повинен залишити посаду. Термін повноважень президента може бути продовжений у випадку війни або якщо голосування за нового президента не буде завершено вчасно.

### Перший етап
Перший етап виборів охоплює три окремих голосування:
- Перший тур

У першому турі кандидат має набрати дві третини голосів, тобто не менше 200 від загальної кількості 300 депутатів грецького парламенту.
- Другий тур

Якщо не набрано більшості, голосування повторюється через п'ять днів. Також необхідним є 200 голосів.
- Третій тур

Якщо і в другому турі не набрано кандидатом 200 голосів, воно повторюється ще через п'ять днів. Та особа, яка здобуде три п'ятих голосів (180 голосів) від загального числа членів парламенту має бути обрана Президентом Республіки. Якщо третій тур голосування також не відбувається, парламент повинен бути розпущений протягом десяти днів після проведення голосування. За встановленою Конституцією процедурою призначаються парламентські вибори.

### Другий етап
На другому етапі голосування проводяться вже за нового складу парламенту і також включає три послідовних голосування:
- Перший тур

У першому турі кандидат має набрати три п'ятих голосів від загального числа членів парламенту — 180 голосів.
- Другий тур

Якщо більшість не досягається у першому турі, голосування повторюється протягом п'яти днів. Кандидат має отримати абсолютну більшість голосів від загального числа членів парламенту, аби бути обраним Президентом Республіки — 150 + 1 голос.
- Третій тур

Якщо ж і в третьому турі жоден з кандидатів не набрав потрібної кількості голосів, відбувається голосування за двох кандидатів, що здобули найбільшу кількість голосів. Кандидат, що рештою здобуде найбільшу відносну кількість голосів і буде вважатися обраним Президентом республіки.

## Список Президентів Третьої Грецької республіки
| Президент                 | Зображення | Роки життя | Період правління                 | Коментарі                              |
| ------------------------- | ---------- | ---------- | -------------------------------- | -------------------------------------- |
| Міхаіл Стасінопулос       |            | 1903-2002  | 18 грудня 1974- 19 червня 1975   | В. О. Президента                       |
| Константінос Цацос        |            | 1899-1987  | 19 червня 1975- 15 травня 1980   |                                        |
| Константінос Караманліс   |            | 1907-1998  | 15 травня 1980- 10 березня 1985  | Перший термін                          |
| Іоанніс Алеврас           |            | 1912-1995  | 10 березня 1985- 30 березня 1985 | В. О. Президента як спікер парламенту. |
| Христос Сардзетакіс       |            | 1929-2022  | 30 березня 1985- 4 травня 1990   |                                        |
| Константінос Караманліс   |            | 1907-1998  | 4 травня 1990- 10 березня 1995   | Другий термін                          |
| Константінос Стефанопулос |            | 1926-2016  | 10 березня 1995- 12 березня 2005 | Два терміни поспіль                    |
| Каролос Папуліас          |            | 1929-2021  | 12 березня 2005-13 березня 2015  | Два терміни поспіль.                   |
| Прокопіс Павлопулос       |            | 1950-      | 13 березня 2015-13 березня 2020  |                                        |
| Катеріна Сакелларопулу    |            | 1956 -     | 13 березня 2020-13 березня 2025  |                                        |
| Константінос Тасулас      |            | 1959 -     | 13 березня 2025-                 |                                        |